# Memórias da Grande Guerra
Memórias da Grande Guerra (1916-1919) é uma obra de Jaime Cortesão publicada em 1919 sobre a experiência do autor como voluntário do Corpo Expedicionário Português, no posto de capitão-médico, na I Guerra Mundial.
A obra foi reeditada em 2016 pela Direcção de História e Cultura Militar e a Quartzo Editora, com um estudo introdutório de Margarida Portela.